# Phục bích tại bán đảo Balkan
Phục bích (tiếng Trung: 復辟), còn được phiên âm là phục tích hay phục tịch, nghĩa đen là "khôi phục ngôi vua" là trường hợp một quân chủ đã từ nhiệm hoặc đã bị phế truất hay từng bị lật đổ bởi các cuộc cách mạng và đảo chính trong nước, thậm chí phải lưu vong do nạn ngoại xâm nhưng sau đó khôi phục lại được ngôi vị của mình. Dưới đây liệt kê những cuộc phục bích tại các quốc gia trên bán đảo Balkan.

## Hy Lạp-Bắc Macedonia

### Thành bang Sparta
- Tyndareus

Quốc vương Sparta Oebalus qua đời, Tydareus được thừa kế ngôi vị cai quản Sparta, nhưng ông bị anh trai là Hippocoon với sự giúp đỡ của các con trai của ông ta dùng vũ lực chiếm lấy ngai vàng. Buồn bực, Tydareus đi đến Etoli, cầu xin vua Etoli là Herials mang quân để mình trả thù. Vua Etoli gả con gái là nàng Leda xinh đẹp cho Tydareus, tiếp đó đưa Tydareus trở về Sparta, giết Hippocoon để trở lại làm vua và Leda được phong làm hoàng hậu.

### Thành bangPylosvàThành bangAthena
- Melanthus (tại vị: ? - ?, phục vị:1126 TCN–1089 TCN)

Theo huyền sử Hy Lạp, không rõ năm bao nhiêu, quân chủ Melanthus bị đánh đuổi khỏi thành bang Pylos, đất nước ông đang thống trị. Melanthus đã kế vị vua cha Andropompo trên ngai vàng ở Messenia, nhưng ông đã bị con cháu của Heracles trục xuất, người được gọi là Heraclidae, người đã xâm chiếm Messenia và thủ đô Pilo và theo lời khuyên của nhà tiên tri, ông sang định cư ở Attica, được công nhận là công dân ở đây và tham gia làm việc trong cơ quan hành pháp. Năm 1126 TCN, triều đại Attica, một hậu duệ của Theseus là quốc vương Timetes thành bang Athena xảy ra chiến tranh với người Boeotian, họ tranh chấp thành phố Oeno. Khi cuộc chiến hao người tốn của dường như đang vô vọng, họ đã quyết định giải quyết tranh chấp bằng một cuộc chiến đơn lẻ giữa các vị vua của hai nước. Nhà vua Athena Timetes từ chối vì tuổi tác cùng tình trạng sức khỏe, khó có thể đấu lại Xanthos, vua của Thebes. Ông đã tuyên bố rằng sẵn sàng từ bỏ quân vị để ủng hộ bất cứ ai có thể đánh bại vua của Thebes trong cuộc chiến đơn đả độc đấu, Melanthus chấp nhận, và cuộc quyết chiến đã diễn ra. Khi Melanthus chuẩn bị đi, Xanthos xuất hiện đằng sau hình dáng của một chiến binh được trang bị aegis đen. Đó là Dionysos Melanaegis, nhưng Melanthus đã nhầm ông ta với một chiến binh. Sau đó, ông chỉ trích Xanthos vì vi phạm các điều kiện của cuộc đấu tay đôi và nhờ đến sự giúp đỡ từ bên ngoài. Ngạc nhiên, Xanthos quay lại để xem ai đang đến giải cứu, và Melanthus đã lợi dụng điều đó để đâm anh ta bằng một ngọn giáo, do đó đã đảm bảo chiến thắng cho người Athena, ông nghiễm nhiên trở thành vua của họ.

### Vương quốc Macedonia
- Amyntas III (tại vị:393 TCN, phục vị:392 TCN–370 TCN)

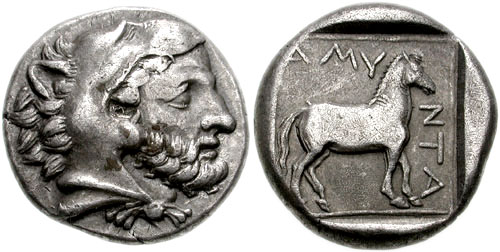
Amyntas III

Năm 393 TCN, Amyntas III lên ngôi sau mười năm đất nước hỗn loạn bắt đầu từ cái chết của Archelaus I, người bảo trợ nghệ thuật và văn chương. Tuy nhiên, ông vốn có nhiều kẻ thù, do vậy ngay trong năm đó ông bị lật đổ bởi người Illyria. Năm 392 TCN, với sự trợ giúp của người Thessalia, Amyntas III đã giành lại vương quốc của mình. Medius, người đứng đầu dòng họ Aleuadae của Larissa, được cho là đã cung cấp viện trợ cho Amyntas trong việc khôi phục ngai vàng.
- Pyrros (tại vị:288 TCN–285 TCN, phục vị:274 TCN–272 TCN)

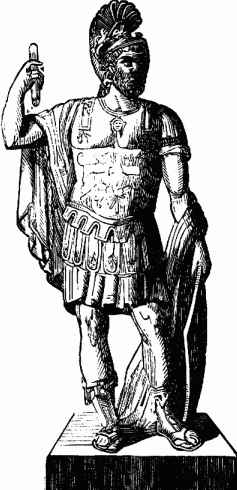
Pyrros

Năm 288 TCN, Pyrros và Lysimachos lần lượt xâm lược Macedonia và đánh đuổi Demetrios khỏi đất nước, Lysimachos để Pyrros sở hữu Macedonia trong vòng 7 tháng với danh hiệu của một vị vua trước khi ông xâm lược. Vì không tin chắc vào sự trung thành của người Macedonia nên Pyrros đồng ý, Pyrros bèn ký hòa ước với Demetrios, rồi sau đó Demetrios tiến đánh lãnh thổ của Lysimachos ở Tiểu Á. Nhưng khi Demetrios dẫn quân đi, Pyrros liền kích động thần dân người Thessaly của Demetrios nổi loạn, Pyrros cũng vây đánh một số thành phố của Demetrios. Nhưng sau khi Demetrios thua trận ở Syria, Lysimachos bất ngờ tấn công Pyrros, chiếm được nhiều lương thảo và gây tổn thất nặng nề cho quân đội của Pyrros. Sau đó bằng cách hối lộ, tung tin đồn và khơi dậy lòng tự tôn của người Macedonia, Lysimachos thuyết phục được dân Macedonia quay sang chống lại Pyrros. Thấy tình thế không thuận lợi, vào năm 285 TCN, ông lui quân về Ipiros, để cho Lysimachos làm vua Macedonia. Năm 274 TCN, Pyrros tức giận vua Macedonia Antigonos II Gonatas vì không chi viện trong cuộc chiến chống La Mã nên phát động cuộc tấn công quy mô lớn sang nước này. Pyrros đánh bại hoàn toàn quân Macedonia, không còn lựa chọn nào khác, Antigonos II Gonatas cùng tàn quân trốn khỏi Macedonia và an trí ở Thessalonike. Pyrros xưng vương cai trị phần lớn Macedonia và Thessaly trở thành vua Macedonia lần thứ hai, trong khi Antigonos II Gonatas chỉ còn giữ hai thành phố ven biển và một hạm đội.
- Antigonos II Gonatas (tại vị:283 TCN–277 TCN, phục vị:272 TCN–239 TCN)

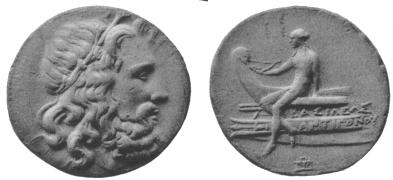
Antigonos II Gonatas

Năm 277 TCN, người Gaule đánh bại Antigonos II Gonatas, ông chỉ huy tàn quân khởi hành tới Hellespont, vùng đất gần Lysimachia, nơi nối với Thrace Chersonese, như vậy ngôi vua xứ Macedonia bị bỏ trống. Năm 274 TCN, sau khi kết thúc cuộc chiến tranh với người La Mã, Pyrros của Ipiros cử binh đuổi theo phần còn lại lực lượng quân đội của Antigonos II Gonatas. Antigonos II Gonatas đã trốn thoát bằng cách che giấu danh tính của mình, Pyrrhus bây giờ nắm quyền kiểm soát thượng Macedonia và Thessaly trong khi Antigonos II Gonatas chiếm giữ các thị trấn ven biển. Năm 272 TCN, Pyrros và Antigonos đều đưa quân đến Argos, trong cuộc giao tranh quyết liệt đó Pyrros đã tử trận. Toàn bộ quân đội của Pyrros bị Antigonos II bắt giữ và tiếp đãi nồng hậu, Antigonos II trở thành vua toàn cõi Macedonia lần thứ hai trong lịch sử.

### Vương quốc Ipiros
- Aeacides (tại vị:331 TCN–316 TCN, phục vị:313 TCN)

Năm 316 TCN, khi Olympias xứ Macedonia gặp phải sự chống phá kịch liệt từ tướng Kassandros, Aeacides quyết định đem quân đến giúp Olympias. Do bất mãn với quyết định này, người dân Ipiros đã nổi dậy chống lại Aeacides và trục xuất ông khỏi vương quốc. Nhưng sau khi quá mệt mỏi với những luật lệ hà khắc của xứ Macedonia, người Ipiros lại tôn Aeacides làm thủ lĩnh trong năm 313 TCN. Kassandros biết tin ngay lập tức cử em mình là Philippos đem quân tấn công Ipiros, Philippos đã đánh bại quân của Aeacides trong cả hai trận đánh cùng năm đó và trong trận thứ hai Aeacides đã thiệt mạng.
- Pyrros (tại vị:306 TCN–302 TCN, phục vị:297 TCN–272 TCN)

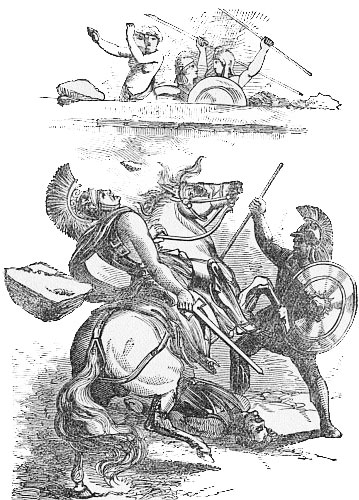
cái chết của Pyrros

Năm 302 TCN, trong lúc Pyrros đi dự một đám cưới ở bộ lạc Taulanti, dân Molossia phế truất Pyrros và Neoptolemos II lên thay, cuộc nổi dậy này có sự chống lưng của thủ lĩnh Macedonia Kassandros. Pyrros thất thế đầu hàng rồi trở thành thuộc tướng của Demetrios, sau cuộc chiến tranh Diodochi lần thứ tư, Demetrios ký hòa ước với vua Ai Cập Ptolemaios, khiến Pyrros phải làm con tin cho Ptolemaios. Năm 299 TCN, Pyrros dời đến thủ đô Alexandria của Ai Cập. Tại đây, Pyrros đã lập được nhiều mối quen biết với những người có quyền thế, đặc biệt là vương hậu. Qua những chuyến đi săn và tài năng trên chiến trường, Pyrros đã chiếm được thiện cảm của vua Ai Cập, Ptolemaios gả con gái là Antigone cho Pyrros. Được Ptolemaios giúp đỡ về tài chính và quân sự, Pyrros đã tập trung đủ vốn để lập một đội quân. Năm 297 TCN, Ptolemaios tuyên bố phục ngôi cho Pyrros, và đưa Pyrros cùng đoàn quân đánh thuê về nước. Về Ipiros, Pyrros bày tỏ ý định cùng trị vì với vua Ipiros bấy giờ là Neoptolemos II của mình, Neoptolemos II chấp nhận. Năm 295 TCN, Pyrros thấy thời cơ đến, bèn giết Neoptolemos II trong một buổi tiệc, ông công bố với dân chúng rằng Neoptolemos làm phản nên bị chết, từ đây Pyrros trở thành vua duy nhất của Ipiros.

### Vương quốc của Cimmerian Bosporus
- Asandros (tại vị:47 TCN–46 TCN, phục vị:44 TCN–17 TCN)

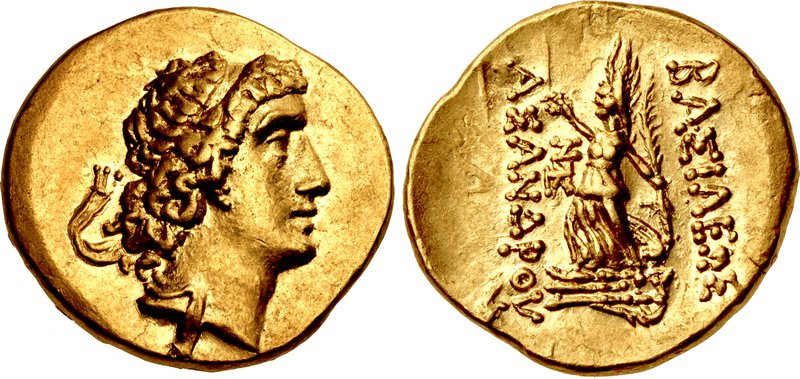
Asandros

Năm 46 TCN, nhà độc tài La Mã Gaius Julius Caesar chỉ định một người chú bên nội của Dynamis (vợ Asandros cũng là người đồng cai trị với ông), Mithridates II tuyên chiến với Vương quốc Bosporos và khẳng định vương quyền cho chính ông ta, Asandros và Dynamis bị đánh bại nhanh chóng bởi Mithridates I và đã buộc phải sống lưu vong chính trị. Mithridates I tuy trở thành vua của Bosporus, nhưng chỉ được khoảng hai năm thì bị buộc phải thoái vị. Bởi vì sau cái chết của Julius Caesar năm 44 TCN, Vương quốc Bosporos đã được phục hồi cho Asandros và Dynamis bởi cháu trai lớn của Julius Caesar và người thừa kế Octavian (Hoàng đế La Mã Augustus trong tương lai).

### Vương quốc Hy Lạp

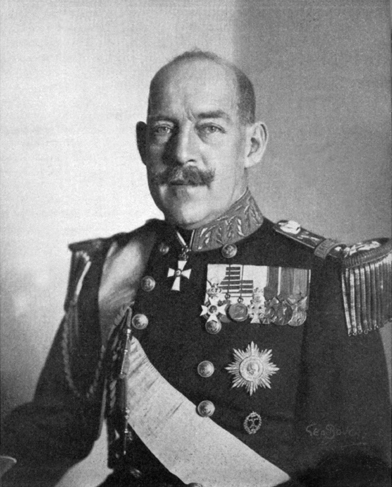
Konstantinos I

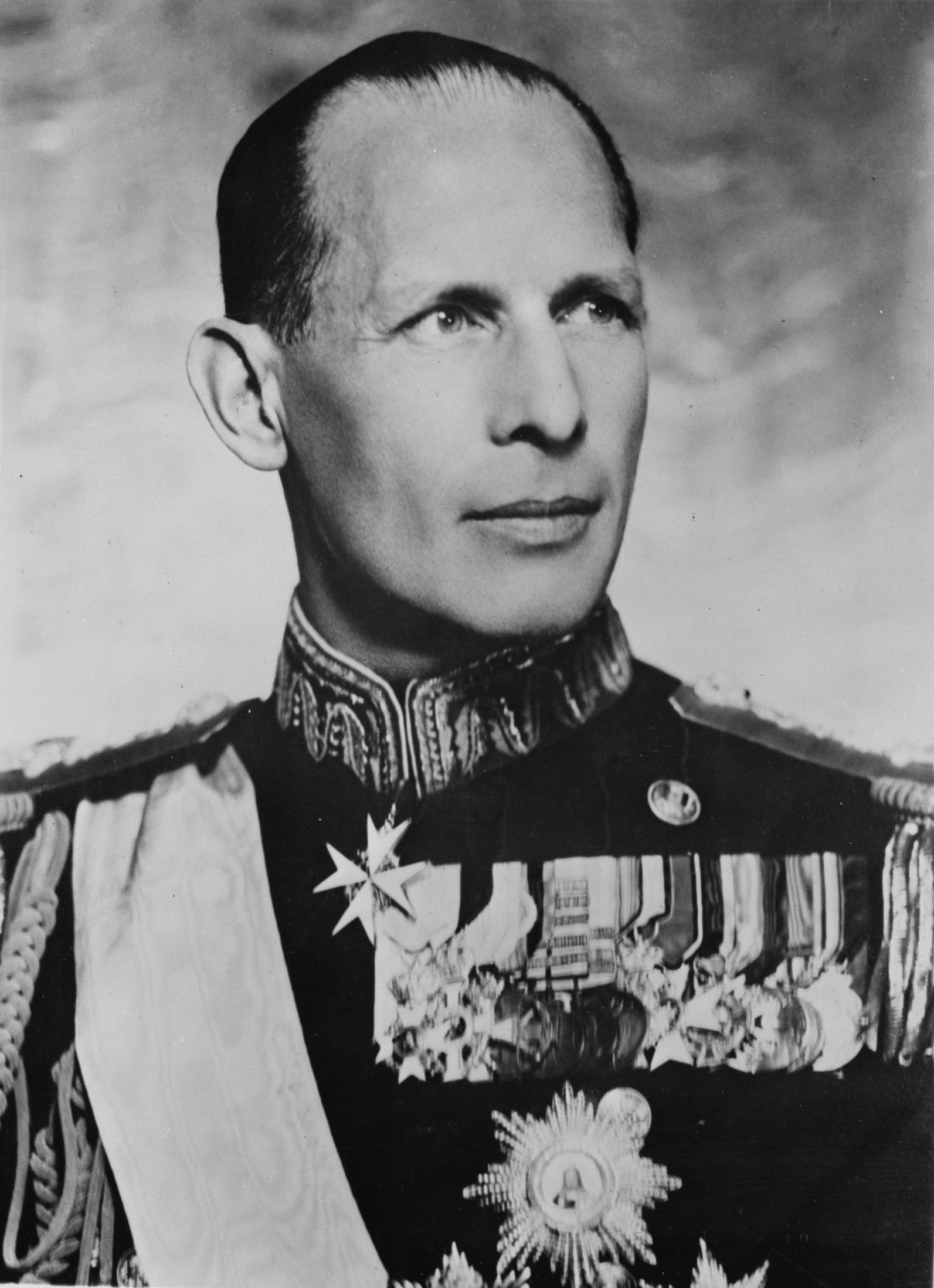
Georgios II

- Konstantinos I (tại vị:1913–1917, phục vị:1920–1922)

Năm 1917, vua Konstantinos I thoái vị nhường cho con trai là hoàng tử Alexander. Lý do cuộc chuyển giao quyền lực này là vì trong thế chiến I, Konstantinos I và George con trai cả của ông, bị các cường quốc Entente và những người theo Eleftherios Venizelos đẩy đi lưu vong. Không có kinh nghiệm chính trị thực sự, vị vua mới đã bị những người của Venizelos tước quyền lực và bị giam cầm trong cung riêng của ông ta, Eleftherios Venizelos là thủ tướng, là người cai trị hiệu quả với sự hỗ trợ của tổ chức Entente. Mặc dù giảm xuống vị thế của một nhà vua rối, Alexander vẫn hỗ trợ quân đội Hy Lạp trong cuộc chiến chống lại đế chế Ottoman và Bulgaria. Alexander có cuộc kết hôn gây tranh cãi với người vợ thường dân Aspasia Manos năm 1919, gây ra một vụ bê bối lớn buộc cặp vợ chồng phải rời khỏi Hy Lạp vài tháng. Năm 1920, ngay sau khi trở về Hy Lạp với vợ, Alexander bị một con khỉ Barbary cắn và chết vì nhiễm khuẩn huyết, cái chết đột ngột của ông này đã dẫn đến các câu hỏi về sự sống còn của chế độ quân chủ và góp phần vào sự sụp đổ của chế độ Venizelist, cuộc tổng tuyển cử và trưng cầu dân ý được tổ chức, địa vị của Konstantinos I đã phục hồi.
- Georgios II (tại vị:1922–1924, phục vị:1935–1947)

Năm 1923, Georgios II dời khỏi Hy Lạp sang România, ông tuyên bố thoái vị vào năm 1924 và chỉ định tổng tư lệnh hải quân Παύλος Κουντουριώτης làm nhiếp chính. Ngay sau đó, nền đệ nhị cộng hòa Hy Lạp thành lập. Năm 1932, Georgios II từ România chuyển sang định cư tại Anh quốc. Nhưng nền cộng hòa Hy Lạp này liên tục xảy ra đảo chính và diễn biến hòa bình kết hợp với bạo loạn lật đổ làm cho nền chính trị trong nước bất ổn, phe phục hoàng do bộ trưởng quân sự Γεώργιος Κονδύλης nên nắm quyền năm 1935 đã tổ chức trưng cầu dân ý, kết quả 97% dân chúng tán thành khôi phục chế độ quân chủ, Georgios II từ Anh quốc được rước về nước để trở lại làm vua.

## SerbiavàMontenegro-Bosna và Hercegovina-Croatia

### Vương triều VojislavljevićvàDuklja
- Stefan Vojislav (tại vị:1018–1034, phục vị:1040–1043)

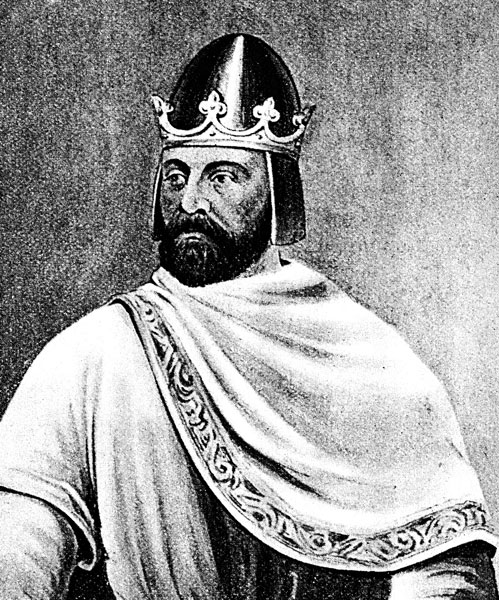
Stefan Vojislav

Năm 1034, Stefan Vojislav lợi dụng cái chết của hoàng đế Romanos III Argyros, lãnh đạo một cuộc nổi dậy chống lại sự khống chế của đế quốc Đông La Mã. Cuộc nổi dậy thất bại đã đưa Stefan Vojislav vào nhà tù ở Constantinople, vương quốc của ông bị đặt dưới sự kiểm soát của chiến lược gia Theophilos Erotikos. Năm 1038, Stefan Vojislav thoát ra khỏi nhà tù và trở về Duklja, ngay lập tức ông tổ chức một cuộc nổi loạn mới, cũng nhắm vào các đồng minh Serb của Hoàng đế ở các khu vực lân cận. Bằng các chiến thuật du kích và các tác động gây mất tập trung của các cuộc nổi dậy khác, ông đã ngăn chặn một số cuộc thám hiểm trừng phạt và khẳng định quyền kiểm soát một phần đối với các quyền của Travunija và Zahumlje. Do đó, năm 1040, Stefan Vojislav chính thức tuyên bố độc lập, mở màn vương triều Vojislavljević với lãnh địa trải dài ở vùng ven biển từ Ston ở phía bắc xuống tới thủ đô Skadar, được thiết lập dọc theo bờ phía nam của hồ Skadar qua các khu vực Trebinje, Kotor và Bar.

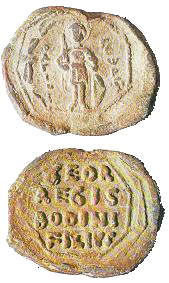
Đorđe Vojislavljević

- Đorđe Vojislavljević (tại vị:1113–1118, phục vị:1125–1131)

Năm 1118, Grubeša (con trai của Branislav) dưới sự bảo trợ của đế quốc Đông La Mã đã cầm đầu một đội quân hùng hậu, đánh bại Đorđe Vojislavljević để làm vua ở Duklja. Đorđe Vojislavljević buộc phải rút về lâu đài của mình, Obliquus trên Taraboš. Tiếp theo, người Byzantines mở liên tiếp các cuộc chinh phục Scutari và chẳng mấy chốc thanh lý nốt phần còn lại của Duklja, Đorđe Vojislavljević trốn thoát đến Raška. Năm 1125, với sự giúp đỡ của lực lượng Rascian, Đorđe Vojislavljević đã tiến hành tấn công Duklja trên quy mô lớn. Trong trận chiến ở Bar, Grubeša đã bị giết và Đorđe Vojislavljević chiếm lại vương quốc của mình, ông quyết định chia quyền kiểm soát Duklja với hai anh em của Grubeša là Draghina và Dragila, người mà ông thiết lập quan hệ thân thiện.
- Radoslav I (tại vị:1143–1148, phục vị:1162–1163)

Năm 1148, Desa của Đại công quốc Serbia xua quân tấn công dữ dội, Radoslav I thua to buộc phải chạy trốn đến Kotor. Tại Kotor, Radoslav I lãnh đạo quần chúng tổ chức cuộc chiến tranh du kích nhằm giằng co lâu dài với Desa để giành lại ngai vàng. Năm 1162, sau khi Desa rút lui về Công quốc Zeta, Rasha leo lên ngôi báu của Duklja với sự giúp đỡ của Byzantines, nhưng Radoslav I đã biến ngai vàng của Duklja thành ngai vàng chính mình với việc lên ngôi lần thứ hai. Tuy nhiên, ông không cai trị lâu thì chết năm 1163.

### Vương triều Nemanjić
- Stefan II (tại vị:1196–1202, phục vị:1204–1228)

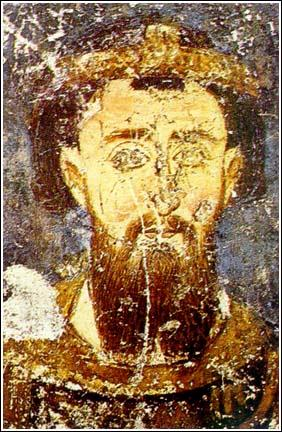
Stefan II

Năm 1202, Vukan Nemanjić làm cuộc đảo chính lật đổ em trai mình là Stefan II. Trước đây, vua cha Stefan Nemanja thoái vị nhường ngôi, bởi thích nhìn thấy người con trai thứ hai Stefan II trên ngai vàng của người Serbia chủ yếu là vì Stefan II đã kết hôn với công chúa Byudantine Eudokia. Người anh cả Vukan Nemanjić không cam tâm, đã phản ứng với sự thay đổi này liên tiếp bằng cách tuyên bố mình là "Vua của Duklja", mặc dù ông ta đảm nhận một danh hiệu hoàng gia "có chủ quyền", cai trị Zeta và các tỉnh lân cận, Vukan Nemanjić vẫn thuộc quyền của cha mình. Vukan Nemanjić nhờ sự giúp đỡ từ phía Hungary bằng cách trở thành một chư hầu của nước này, và hứa sẽ chuyển sang Công giáo nếu Giáo hoàng sẽ ban cho ông ta tước hiệu Vua. Tuy nhiên, với tư cách là một chư hầu Hungary, Vukan Nemanjić sớm tham gia vào cuộc xung đột với Bulgaria. Năm 1203, quân đội Bulgaria tấn công Vukan Nemanjić, sáp nhập Niš. Trong sự hỗn loạn xảy ra sau đó, và sử dụng sự đồng cảm của Vukan Nemanjić đối với Công giáo chống lại ông ta, Stefan II đã quay trở lại Serbia và lật đổ Vukan Nemanjić vào năm 1204, trở thành kẻ thống trị một lần nữa. Với lòng vị tha của mình, Stefan II sẵn sàng tha thứ cho Vukan Nemanjić, người đã trở thành Saint Sava, và để cho ông ta tiếp tục cai trị Zeta mà không bị trừng phạt. Không rõ Stefan II đã hứa gì về tình trạng của Giáo hội Công giáo, nơi có nhiều tín đồ ở phía tây và ven biển trong vương quốc của ông, nhưng cuối cùng giáo hoàng đã đến vào năm 1217 trao vương miện cho Stefan II.

### Vương triều Kotromanić

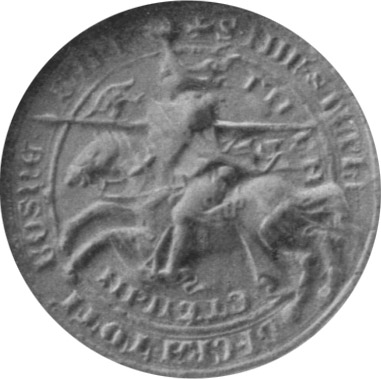
Tvrtko I Kotromanić

- Tvrtko I Kotromanić (tại vị:1353–1366, phục vị:1367–1391)

Năm 1366, Stefan Vuk III Kotromanić nổi lên với sự giúp đỡ của giới quý tộc Bosnia đã chiến thắng anh trai, vì vậy Tvrtko I Kotromanić phải rời khỏi Bosnia và lánh nạn ở vương quốc Ugrian-Croatia. Nhưng vào năm 1367, với sự hỗ trợ của nhà vua Hungary, người nhận ra rằng mình đã gây ra sự khó chịu cho Tvrtko I Kotromanić và ông ta sẽ không có bất kỳ lợi nhuận nào, Tvrtko I Kotromanić trở lại Bosnia nắm quyền. Năm 1377, Stefan Vuk III Kotromanić đăng quang và đã tự mình tuyên bố lên ngôi Quốc vương Bosnia và Serbia, tự xưng là người thừa kế của triều đại Nemanjić đã tuyệt tự của Serbia, địa vị của ông được duy trì đến khi ông mất vào năm 1391.
- Stefan Ostoja Kotromanić (tại vị:1398–1404, phục vị:1409–1418)

Năm 1404, giới quý tộc Bosnia tiến hành chính biến, loại bỏ khỏi quyền lực của vua Stefan Ostoja Kotromanić theo khuynh hướng thân Hungary. Để lập một vị vua mới, đại hội đồng đã được triệu tập và Tvrtko II Kotromanić, con trai ngoài giá thú của Vua Tvrtko I Kotromanić, đã được bầu làm quân chủ. Với ý giành lại ngai vàng, Stefan Ostoja Kotromanić liên minh với nhà vua Hungary Zhigmund và nhờ ông này giúp đỡ, thế là một đội quân Hungary đã xâm nhập vào Uros và một đội quân Hungary khác đã tấn công sông Una vào năm 1405 nhưng đều thất bại. Sau những thất bại trên, vua Zigmund lại mở một cuộc tấn công mới vào năm 1406, bởi vì Giáo hội Công giáo yêu cầu điều này từ ông ta, nhưng một lần nữa người Hungary lại bị đánh bật khỏi Bosnia. Năm 1408, đứng đầu đội quân 60.000 chiến binh Hungary-Ba Lan, Zigmund đã phát động cuộc tấn công như vũ bão vào Bosnia, một cú đánh ngang qua Sava về phía thành phố Srebrenik. Năm 1409, Tvrtko II Kotromanić thất thế bị người Hungary bắt sống, Stefan Ostoja Kotromanić trở lại làm vua lần thứ hai.
- Tvrtko II Kotromanić (tại vị:1404–1409, phục vị:1421–1443)

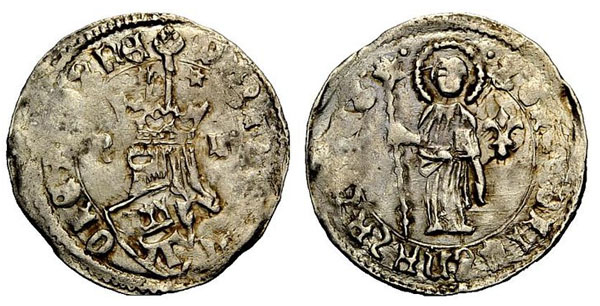
Tvrtko II Kotromanić

Năm 1409, Stefan Ostoja Kotromanić nhờ sức mạnh của liên quân Hungary-Ba Lan đã giành lại ngôi báu về cho mình lần thứ hai, Tvrtko II Kotromanić bị bắt làm tù binh. Tuy nhiên, sau đó không lâu, vua Zigmund quyết định phóng thích Tvrtko II Kotromanić, vì ông ta xét thấy không thể đạt mục đích gì với một vị vua đã mất ngôi. Năm 1418, Stefan Ostoja Kotromanić qua đời, con trai là Stefan Ostojić Kotromanić nối tiếp quyền lực. Thời kỳ Stefan Ostojić Kotromanić tại vị, sự nổi lên của đế quốc Thổ Nhĩ Kỳ là một thách thức lớn, tình hình ở Bosnia rất tồi tệ, chủ yếu là do người cai trị bất tài. Trong điều kiện này, Công tước xứ Duchy đã tiến hành cách mạng đưa Tvrtko II Kotromanić trở lại ngai vàng vào năm 1421, Stefan Ostojić Kotromanić phải bỏ chạy, không rõ chung cuộc thế nào.

### Đại công quốcSerbia
- Uroš II (tại vị:1145–1150, phục vị:1150–1153, tái phục vị:1155–1162)

Năm 1150, trong khi phối hợp cùng quân đội Hungary tấn công Doclea, một chư hầu của Byzantines, Uroš II đã thất bại bị binh sĩ Đông La Mã bắt làm tù binh, người anh em của ông Desa được đặt lên làm quân chủ mới.. Nhưng chỉ ít lâu sau, Manuel I Komnenos "Đại đế" của Byzantines lại đưa ra quyết định để Uroš II chính thức trở thành đồng cai trị cùng với Desa. Nguyên nhân là Uroš II đã thỉnh cầu hoàng đế Manuel I tha thứ, để đổi lấy sự trở lại ngai vàng, ông phải hứa gửi 2.000 binh sĩ ủng hộ quân đội đế quốc cho các chiến dịch ở phía tây và 500 cho những người ở phía đông. Năm 1153, một cuộc tranh cãi giữa hai anh em dẫn đến Desa và triều đình Rascian lật đổ Uroš II, Uroš II buộc phải bỏ trốn. Tuy nhiên, Manuel I Komnenos "Đại đế" của Byzantine đã cử binh can thiệp và tái lập Uroš II vào năm 1155, đổi lấy việc ông phải gia hạn liên minh với Byzantium và từ bỏ mọi quan hệ với Hungary.
- Desa (tại vị:1150–1155, phục vị:1162–1166)

Năm 1155, Desa bị đánh bại bởi Uroš II trở lại, việc này được thông qua nhờ sự giàn xếp của Hoàng đế Byzantine Manuel I Komnenos, trước đây ông từng nắm giữ vùng Dendra gần Niš cho đến khi ông lên ngôi năm 1150. Năm 1162, Beloš với tư cách là một thành viên của triều đại Vukanović của Serbia, cũng đã cai trị một thời gian ngắn tại Đại công quốc Serbia thay thế cho Uroš II. Chẳng bao lâu, Beloš tự nguyện trao ngai vàng cho em trai Desa để quay về giữ chức Ban of Slavonia lần thứ hai.

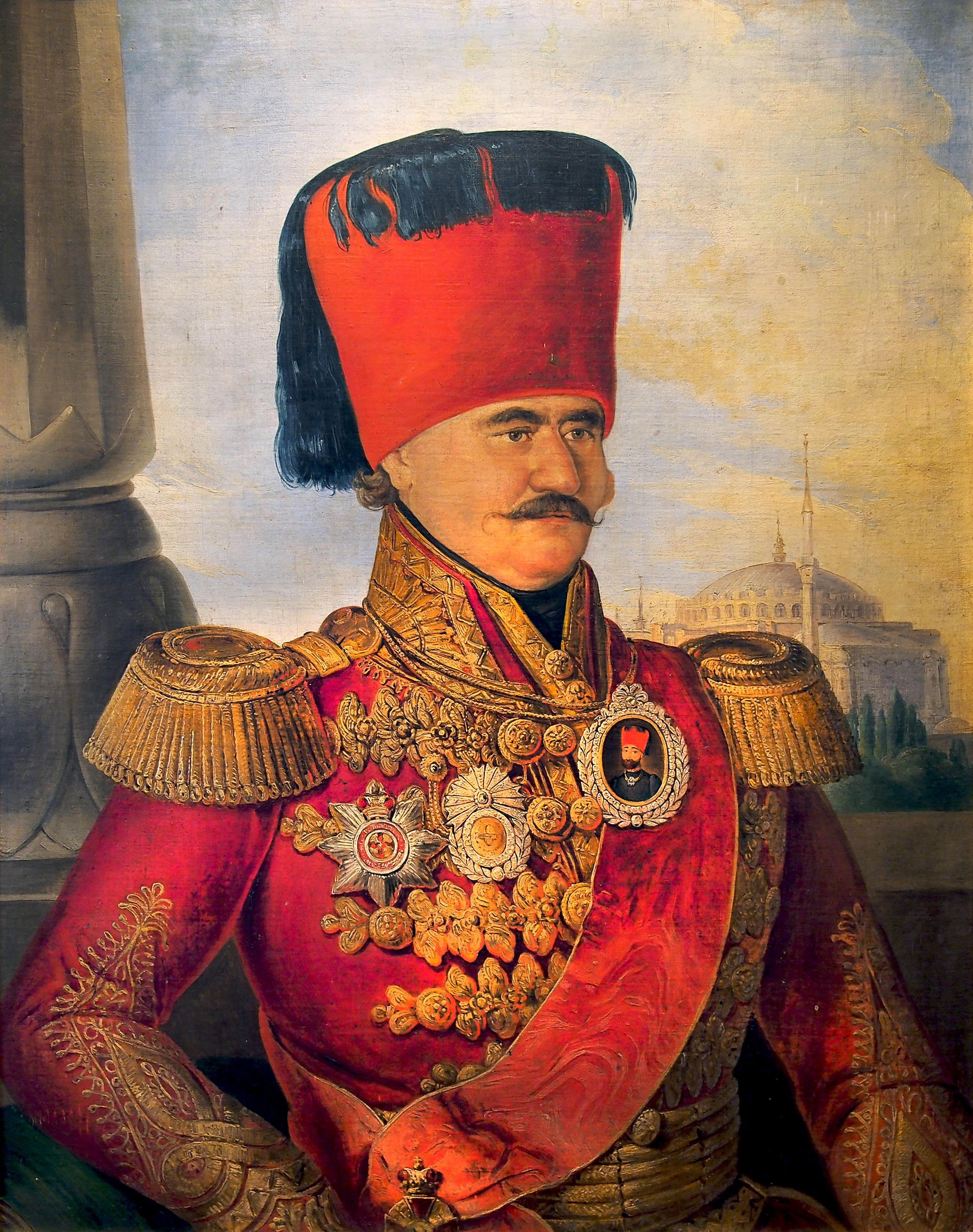
Miloš Obrenović

### Công quốc Serbia
- Miloš Obrenović (tại vị:1817–1839, phục vị:1858–1860)

Năm 1839, Miloš Obrenović từ nhiệm để truyền ngôi cho con trai mình là Milan Obrenović II. Nhưng Milan Obrenović II cầm quyền chỉ được 26 ngày thì tử vong bởi chứng bệnh mắc từ thời thơ ấu, anh trai Mihailo Obrenović đã kế vị ngai vàng. Năm 1842, Mihailo Obrenović mất ngôi bởi Alexander Karađorđević. Trong suốt triều đại của mình, Alexander Karađorđević đã gặp rắc rối với âm mưu của phe đối lập, bằng cách từ chối tham gia Chiến tranh Crimea với tư cách là đồng minh của đế chế Pháp, đế chế Anh và đế chế Ottoman chống lại đế chế Nga. Kết quả là Alexander Karađorđević bị lật đổ, phải sống lưu vong vào năm 1858 bởi những người chiến thắng của quyền lực trong cuộc chiến, họ đã đưa Miloš Obrenović lên ngôi Công tước Serbia lần thứ hai.
- Mihailo Obrenović (tại vị:1839–1842, phục vị:1860–1868)

Trong triều đại đầu tiên của mình, Mihailo Obrenović cho thấy ông là một người cai trị rất thiếu kinh nghiệm, bởi ông đã không đối phó tốt với tình huống phức tạp mà Serbia đã tìm thấy vào thời điểm đó. Năm 1842, triều đại của Mihailo Obrenović bị đình trệ khi ông bị lật đổ bởi một cuộc nổi loạn do Toma Vučić-Perišić lãnh đạo, cho phép triều đại Karađorđević lên ngôi vua Serbia, người thống trị là Alexander Karađorđević. Sau khi lật đổ, Mihailo Obrenović đã rút khỏi Serbia, đi theo có khoảng một ngàn người đồng tình với ông trên khắp Sava và Danube. Số phận của Mihailo Obrenović được quyết định bởi Áo và Thổ Nhĩ Kỳ, ông được chuyển đến khu đất của chị gái Savka Nikolić cư trú, sau đó ông đến Vienna cùng với cha mình. Cuối cùng, Mihailo Obrenović được nhận trở lại làm công tước Serbia vào năm 1860, sau cái chết của người cha Miloš Obrenović đã giành lại ngai vàng vào năm 1858 với tư cách nối tiếp chính thống.

### Công quốcPoljica
- Visen (tại vị:1076, phục vị:1078)

Năm 1076, Visen làm thị trưởng ở Poljica một thời gian rồi từ chức, đến năm 1078 ông lại tái nhiệm nhưng cũng chỉ trong năm đó thì thoái vị, không thấy tài liệu nào nhắc đến nhân vật chính trị xen kẽ giữa hai giai đoạn tại vị của ông.
- Dujam Papalić (tại vị:1468, phục vị:1482–1483)

Năm 1468, Dujam Papalić giữ cương vị đại hoàng tử của công quốc Poljica trong vài tháng, năm 1482 ông trở về vị trí này nhưng cũng chỉ làm trong một năm rồi lại thôi, không thấy tài liệu nào nhắc đến nhân vật chính trị xen kẽ giữa hai giai đoạn tại vị của ông.
- Ivan Augustinović (tại vị:1512–1537, phục vị:1546–1567)

Năm 1537, Ivan Augustinović nhường quyền cai trị công quốc Poljica cho Jure Pavić, ông trở thành đại hoàng tử lần thứ hai vào năm 1546, không thấy tài liệu nào nhắc đến nhân vật chính trị xen kẽ giữa hai giai đoạn tại vị của ông.
- Jure Pavić (tại vị:1537, phục vị:1607–1609)

Năm 1537, Jure Pavić tại nhiệm một thời gian ngắn, đến năm 1607 ông phục vị, không thấy tài liệu nào nhắc đến nhân vật chính trị xen kẽ giữa hai giai đoạn tại vị của ông.
- Jure Sinovčić (tại vị:1626–1628, phục vị:1655–1676)

Năm 1628, Jure Sinovčić mất ngôi bởi sự xuất hiện của Pavo Sudgić, sau đó đến lượt Jure Pavić giành chính quyền năm 1632 trước khi Jure Sinovčić tái lập vị trí của mình năm 1655.
- Marko Barić (tại vị:1701–1704, phục vị:1708–1710, tái phục vị:1712–1716, hựu tái phục vị:1740–1742)

Năm 1704, Marko Barić mất quyền kiểm soát công quốc Poljica bởi Marko Sinovčić, năm 1708 ông đòi lại được ngai vàng của mình. Năm 1710, Ivan Barić lật đổ Marko Barić cướp lấy ngôi vị, nhưng năm 1712 ông đã trở về khôi phục. Đến năm 1716, Marko Barić bật bãi lần thứ ba khi Ivan Sinovčić trỗi dậy phục bích, phải mãi năm 1740 ông mới lấy lại lãnh thổ để làm đại hoàng tử lần thứ tư.
- Marko Sinovčić (tại vị:1704–1706, phục vị:1706–1707, tái phục vị:1707–1708)

Năm 1706, Marko Sinovčić thua Ivan Sinovčić đành chịu mất ngôi vị, nhưng mấy tháng sau ông đã tập trung lực lượng quay trở lại đòi được ngai vàng. Năm 1707, Marko Sinovčić lại bị Jure Novaković lật đổ, tuy nhiên chỉ trong năm đó ông nhanh chóng quay về làm vua lần thứ ba.
- Ivan Sinovčić (tại vị:1706, phục vị:1716–1717)

Năm 1708, Ivan Sinovčić đánh bại Marko Sinovčić để lên ngôi, nhưng địa vị này chỉ giữ được trong mấy tháng thì Marko Sinovčić đã quay lại. Cho đến năm 1716, Ivan Sinovčić đã hạ bệ Marko Barić, qua đó giành ngôi lần thứ hai.
- Jure Novaković (tại vị:1707, phục vị:1760–1768, tái phục vị:1783–1789)

Năm 1707, Jure Novaković đưa lên làm đại hoàng tử lúc còn quá nhỏ sau khi các lực lượng ủng hộ ông dẹp được Marko Sinovčić, nhưng ngay sau đó rất ngắn ông đã bị đánh bại bởi chính nhân vật này. Mãi đến năm 1760, Jure Novaković mới có cơ hội lấy lại ngai vàng, tuy nhiên vào năm 1768 ông và người đồng trị vì Frano Pavić đều bị Ivan Jerončić trục xuất khỏi tổ quốc. Năm 1783, Đại hoàng tử Andrija Barić qua đời, Jure Novaković mới giành lại địa vị lần thứ ba, khi đó ông đã ngoài tám mươi tuổi.
- Ivan Barić (tại vị:1710–1712, phục vị:1717–1721)

Năm 1712, Marko Barić chiến thắng Ivan Barić, ngai vàng lần thứ ba được khôi phục. Năm 1716, Ivan Sinovčić đã đánh bại Marko Barić để lên ngôi lần thứ nhì, một năm sau Ivan Barić dẹp yên Ivan Sinovčić phục tích.
- Ivan Novaković (tại vị:1721–1732, phục vị:1742–1747)

Năm 1732, Ivan Novaković đánh mất ngôi báu vào tay Petar Sinovčić, đến năm 1742 ông đã trở được món nợ khi tiêu diệt được đối thủ để giành lấy ngai vàng lần thứ hai về cho mình.
- Frano Pavić (tại vị:1766–1768, phục vị:1770–1777, tái phục vị:1796)

Năm 1768, Frano Pavić và người đồng trị vì Jure Novaković đều bị Ivan Jerončić đánh bại, đến năm 1770 ông đã giành lại ngôi báu. Năm 1777, Frano Pavić lại bị Ivan Jerončić lật đổ lần thứ hai, phải mãi tới năm 1796 ông mới khôi phục được quyền lực lần thứ ba, nhưng chỉ ít lâu sau thì ông mất.
- Ivan Jerončić (tại vị:1768–1770, phục vị:1777–1778)

Năm 1770, Ivan Jerončić bị Frano Pavić đánh thắng để phục vị, năm 1777 ông dẹp yên Frano Pavić lấy lại ngai vàng, nhưng chỉ một năm sau thì ông lại thất bại khi Andrija Barić nổi lên.
- Ivan Čović (tại vị:1803–1806, phục vị:1806–1807)

Năm 1806, Ivan Čović mất ngôi đại hoàng tử bởi công quốc Poljica bị đặt dưới sự chiếm đóng của đế quốc Áo, nhưng ngay trong năm đó ông được người Pháp bảo vệ nên đã giành lại địa vị. Năm 1807, Ivan Čović mất ngôi lần thứ hai, ông phải gánh chịu sự thù hận của Napoléon I can tội viện trợ cho người Nga và người Goth ở Dalmatia, đó là cái cớ để quân đội Pháp kéo sang tàn phá các ngôi làng của họ, và cuối cùng đã tước đi sự độc lập.

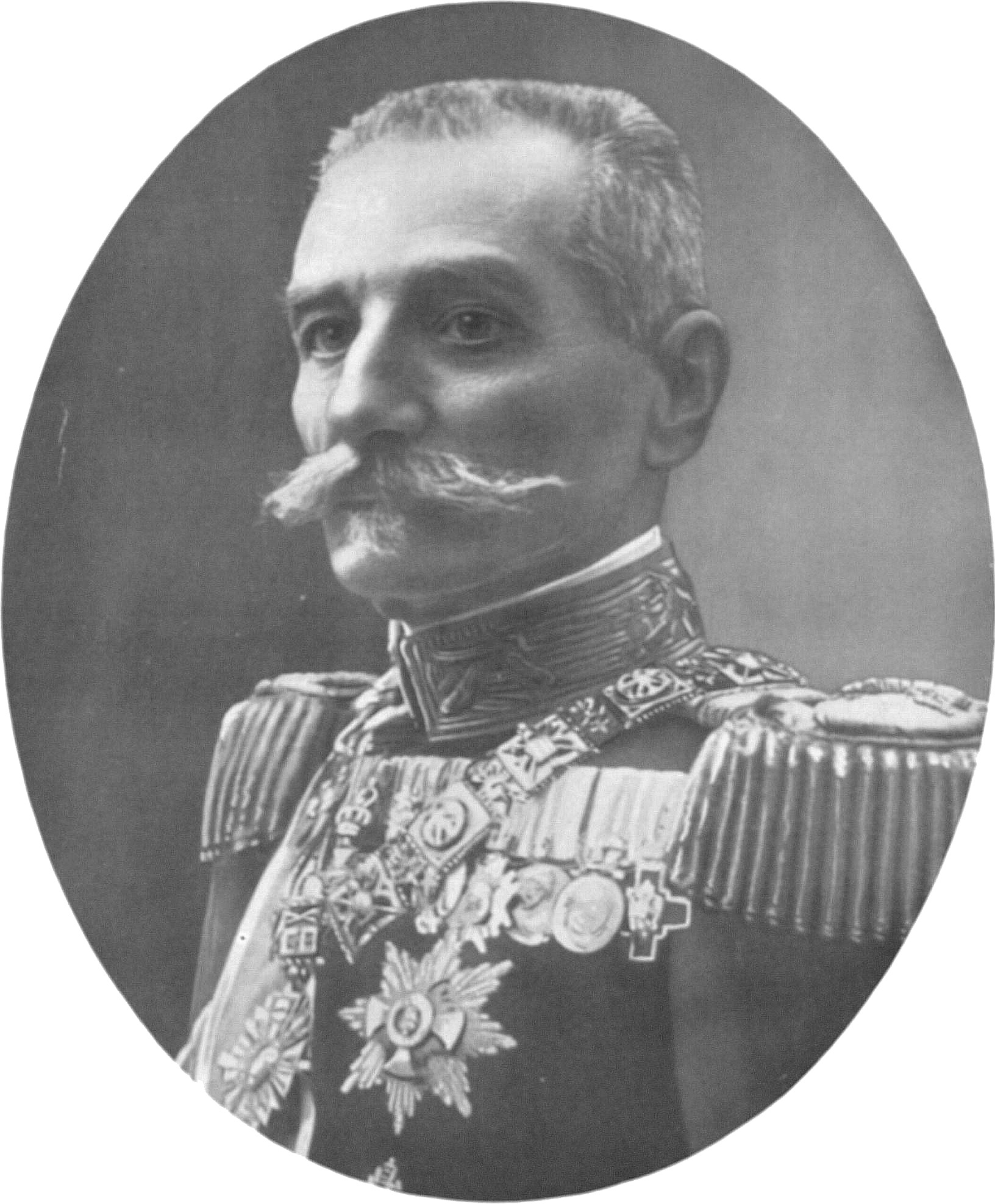
Peter I

### Vương quốc SerbiavớiVương quốc của người Serb, Croatia và Slovenia
- Peter I (tại vị:1903–1915, phục vị:1918–1921)

Năm 1914, đế quốc Áo-Hung tấn công Serbia, thế chiến thứ nhất bùng nổ, Petar I bởi tuổi già sức yếu trước đó đã trao quyền nhiếp chính lại cho con trai là Alexander I. Dù đã 70 tuổi nhưng Peter I vẫn cầm súng trường tham gia chiến đấu trong cuộc tổng phản công của quân đội Serbia để đẩy lùi kẻ thù tại trận Kolubara, quân Áo-Hung bỏ Belgrade và rút lui về nước và quân Serbia tái chiếm lại thủ đô của mình. Năm 1915, Liên minh Trung tâm mở đợt tấn công mới khí thế như chẻ tre, lần này Peter I không thể cầm cự đành cùng quân lính và dân thường Serbia di tản đến biển Adriatic. Trong thời gian còn lại của Thế chiến thứ nhất, Petar I trong tình trạng sức khỏe yếu đã sống tại đảo Corfu của Hy Lạp, cũng là nơi chính phủ lưu vong Serbia làm đại bản doanh cho đến tháng 12 năm 1918. Ngày 1 tháng 12 năm 1918, Petar I trở thành quân chủ vương quốc Nam Tư thứ nhất (tức Vương quốc của người Serb, Croatia và Slovenia), mặc dù vậy ông vẫn sổng tại nước ngoài cho đến tận tháng 7 năm 1919, ông mới trở lại Belgrade để trị vì.
- Aleksandar I (tại vị:1914–1915, phục vị:1918–1934)

Năm 1915, quyền nhiếp chính của Aleksandar I bị gián đoạn do đế quốc Áo-Hung chiếm đóng Serbia, ông cùng cha và chính phủ lưu vong chạy trốn đến Hy Lạp tạm trú. Năm 1918, đại chiến thế giới lần thứ nhất kết liễu, vua cha Petar I vẫn ở nước ngoài, còn Aleksandar I về Serbia giữ quyền nhiếp chính lần thứ hai, lúc đó vương quốc Nam Tư thứ nhất vừa mới thành lập. Năm 1921, vua cha Petar I băng hà, Aleksandar I chính thức đăng cơ trở thành vị quân chủ thứ hai cầm quyền Vương quốc của người Serb, Croatia và Slovenia.